# 重庆之战
重庆之战，1275年（宋恭帝德祐元年、元世祖至元十二年）至1278年（宋帝昺祥兴二年、元世祖至元十五年），宋元战争中，南宋知重庆府張珏抗击元朝军队，坚守重庆的作战。
1275年，元朝荆湖行省左丞相伯颜率军沿长江东下，直趋临安府（今杭州市）。为牵制四川宋军，元世祖忽必烈命东、西川行枢密院向宋军发动进攻。六月，东、西川行院军攻占两川大部州县后，元世祖命其会攻重庆。守钓鱼城（今重庆市合川区东）的宋将张珏，受命任四川制置副使、知重庆府后，依托的钓鱼城要塞，继续抗元。七月，西川行院副使忽敦率水陆军二万自泸州（今四川省泸州市东神臂山）向重庆进发，东川行院派合剌留一部兵力继续围攻合州（今合川区东钓鱼山上），派副使汪惟正率大部兵力，自合州南下，会同忽敦率领的西川行院全部兵力围攻重庆。忽敦令管军万户秃满答儿、速哥扼守嘉陵江入长江口，在三江口（今重庆市东）架设浮桥，以舟师塞龙门濠，又令张万家奴分水陆军往来游弋于长江中，以阻宋朝援军。汪惟正派桥船水手军总管石抹不老以三百战舰在鹳滩列阵，绝宋军退路，令万户也罕的斤总督长江两岸水陆军马，封锁江面。张珏被阻在合州，未能赶任，只好多次派勇士入重庆。安抚赵定应答应援救，助其谋画守御之计。数月后，重庆城中粮尽，元军不断劝降，情况危急。张珏一面派勇士潜入重庆协助守将赵定应防守，一面派军袭扰元军，谋划援救。赵定应派军突围出铜锣峡（今重庆市东），忽敦派管军千户步鲁合答追到广羊坝，斩杀宋军二百人。
1276年春，张珏为解重庆之围，派将军赵安率军袭击元朝东川行院治所青居城（今四川省南充市南），俘虏安抚刘才、参议马嵩。二月，乘东川行院总帅汪惟正率军回援时，勇将张万以巨舰带着精兵，断三江浮桥，破围入重庆赴援。当时南宋朝廷已在临安降元，忽必烈遣使持诏，再次劝降，被拒。四月，张珏会同重庆守军出击驻守凤顶诸寨的元军。忽必烈令分兵五道，水陆进发，发起攻击。东川行院石抹不老率军五百人，会同招讨使药剌海，在嘉陵江岸竖栅，乘夜袭击宋军，直抵重庆城下，宋军被俘三十余人。汪惟正助攻，夺其洪崖门，擒获宋军何统制。西川行院军，大多攻城不利，只有速哥率所部获三千艘战舰，俘获一百三十人。涪州（今重庆市涪陵区）守将杨立率领水军来援，石抹不老在广羊坝将其击败，得六十人，攻下山寨溪洞二十三所。因东、西川行院矛盾突出，互相观望，忽必烈将东川行院并入西川行院。六月，张珏乘西川行院治所空虚之机，派兵与义军里应外合，收复泸州（治所神臂城），杀守将熊耳、安抚梅应春，俘元将家属多人，动摇了西川行院军心。元军回师援救，重庆解围。十二月，张珏派部将王立守钓鱼城，自入重庆就职，并派军夺回涪州。
1277年七月，东川副都元帅张德润克涪州，十一月，西川行院军再克泸州。忽必烈向四川增兵，以西川行院使不花军数万复攻重庆。以主力驻佛图关（今重庆市西），分派一军驻南城，一军驻朱村坪，一军屯江上。不花派宋降将李从入重庆招降，张珏不从。副使李德辉劝降张珏，再次被拒绝。
1278年正月，张珏派总管李义率领兵马从广阳（今重庆市东）出击，全军覆没。不花督总帅汪良臣攻城，张珏率军出战，挫败元军。汪良臣身中四矢。二月，张珏率军出薰风门，在扶桑坝（今重庆市东）与六翼达鲁花赤也速答儿作战，被元军前后夹击，败退入城。不花移师堡子头，令元军造云梯，加紧攻城。也速答儿率二十余骑至门前挑战，宋都统赵安出战，也速答儿三入其阵冲杀，宋军士气低落，元军杀宋军五百余人。桥船水手军总管石抹不老攻重庆太平门，登城杀守卒数十人。塔海帖木儿率领拔都鲁二百人，攻宋朝水军，夺下一艘战船，俘十三人。张珏守城超过一年，城中粮尽，部将赵安等在夜晚开镇西门降元，张珏率兵巷战不利，乘舟出城，于涪州被俘，元军攻占重庆。